# Вја Лорето е Карајола (Пистоја)
Вја Лорето е Карајола је насеље у Италији у округу Пистоја, региону Тоскана.
Према процени из 2011. у насељу је живело 18 становника. Насеље се налази на надморској висини од 47 м.